# Toledo (kommun i Colombia, Antioquia)
Toledo är en kommun i Colombia. Den ligger i departementet Antioquía, i den nordvästra delen av landet, 300 km nordväst om huvudstaden Bogotá. Antalet invånare är 5 697.